# 奥水間温泉
奥水間温泉（おくみずまおんせん）は、大阪府貝塚市木積にある温泉。泉州の奥座敷とも呼ばれる。

## 歴史
温泉が発見されたのは昭和18年（1943年）。地質調査で地下に重曹の層がある事が分かり、掘削すると温泉が出たという。戦後間もない頃には公共の保養所として利用された。

## 泉質
- ナトリウム - 炭酸水素塩泉（低張性・中・冷鉱泉）[3]

## 温泉地
水間観音駅から5キロほど和泉葛城山の山間に入った場所にある一軒宿。近木川が露天風呂のすぐ近くを流れている。
その湯は天然重曹泉で肌に滑らかで美容と疲労回復に効果があると言われている。飲泉も可能で、飲むと慢性消化器病、糖尿病、痛風、肝臓病に効果があるという。その効能から「美人の湯」、「奇跡の湯」と呼ばれている。
1泊2食付きの宿泊コースや、平日のみ入浴・食事付きの日帰りのコースがある。和泉葛城山の山頂に天然記念物のブナ林があり、ハイキング帰りに立ち寄る客が多い。常連客が多い為、料理は日替わりで、同じものを出さないようにしている。

## アクセス
- JR阪和線熊取駅からタクシーで約20分（約9.5km）。
- 南海本線貝塚駅で水間鉄道水間線に乗り換えて水間観音駅で下車。タクシーで約5kmもしくは水鉄バスで「奥水間」停留所下車。
  - 平日は水間観音駅発着の送迎バスあり。（1日1便）
- 自動車は、阪和自動車道貝塚ICもしくは阪神高速4号湾岸線貝塚出入口が最寄。

## 近傍施設
- 水間寺（水間観音）
- 孝恩寺（木積観音堂）